# Diplolophium boranense
Diplolophium boranense là một loài thực vật có hoa trong họ Hoa tán. Loài này được Bidgood & Vollesen mô tả khoa học đầu tiên năm 2006.